# Tennistoernooi van Rio de Janeiro
Het tennistoernooi van Rio de Janeiro is een jaarlijks terugkerend toernooi dat wordt gespeeld op de gravel-banen van de Jockey Club Brasileiro in de Braziliaanse hoofdstad Rio de Janeiro. De officiële naam van het toernooi is Rio Open.
Het toernooi bestond in de periode 2014–2016 uit twee delen:
- WTA-toernooi van Rio de Janeiro, het toernooi voor de vrouwen
- ATP-toernooi van Rio de Janeiro, het toernooi voor de mannen

Daarbuiten is/was het alleen een mannentoernooi.
Navigatie
- Navigatie tennistoernooi van Rio de Janeiro